# Monti Bukovec
I monti Bukovec (in slovacco Bukovské vrchy) sono un massiccio montuoso della Slovacchia. Parte dei Carpazi orientali, l'area si trova al confine con Polonia ed Ucraina e la sua ricchezza naturale è protetta dal Parco nazionale Poloniny.